# Dwergkers
De dwergkers (Hornungia petraea) is een eenjarige planten uit de kruisbloemenfamilie (Brassicaceae). De soort is inheems in Wallonië. De soort komt van nature voor in Midden-Europa, het Middellandse zeegebied, Noord-Afrika en Klein-Azië. Het aantal chromosomen is 2n=12.
De plant wordt 2-15 cm hoog. De stengel is vertakt. De onderste, gesteelde bladeren vormen een bladrozet. Het blad is geveerd met 7-15 ovale of lancetvormige blaadjes. De stengelbladeren zijn zittend.
De plant bloeit vanaf maart tot in mei. De bloeiwijze is een tros. De vier kelkbladen zijn meestal violet met een witvliezige rand. De vier witte kroonbladen zijn tot 1 mm lang en niet veel langer dan de kelkbladen.
De vrucht is een 2-3 mm lang, ellipsoïdvormig hauwtje met een stompe top. In elke klep zitten 1-2 zaden. 

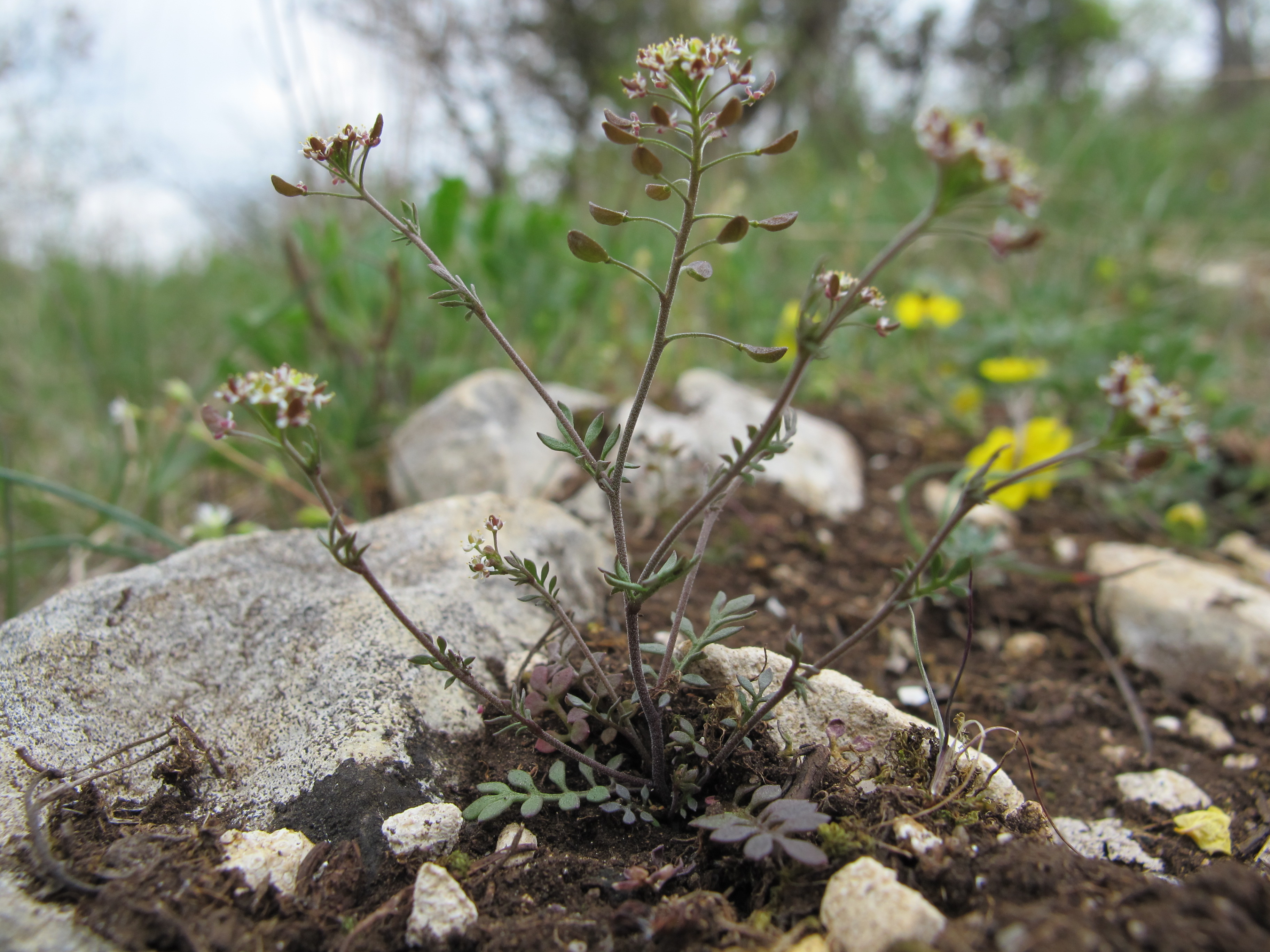
Plant
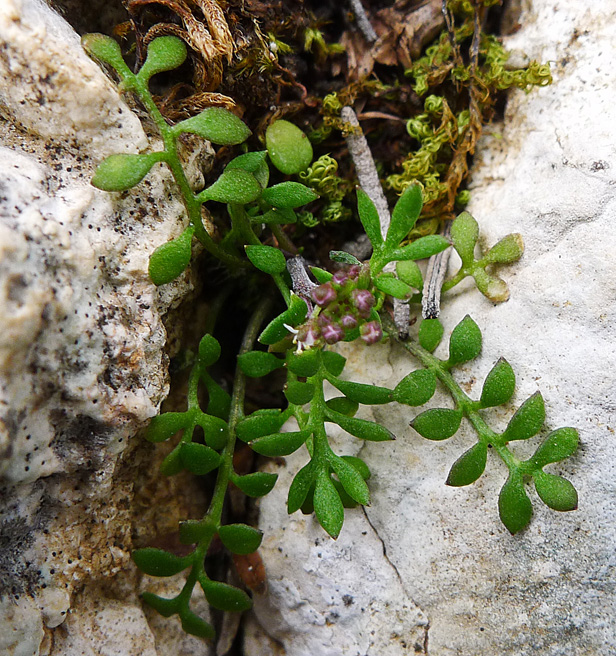
Blad
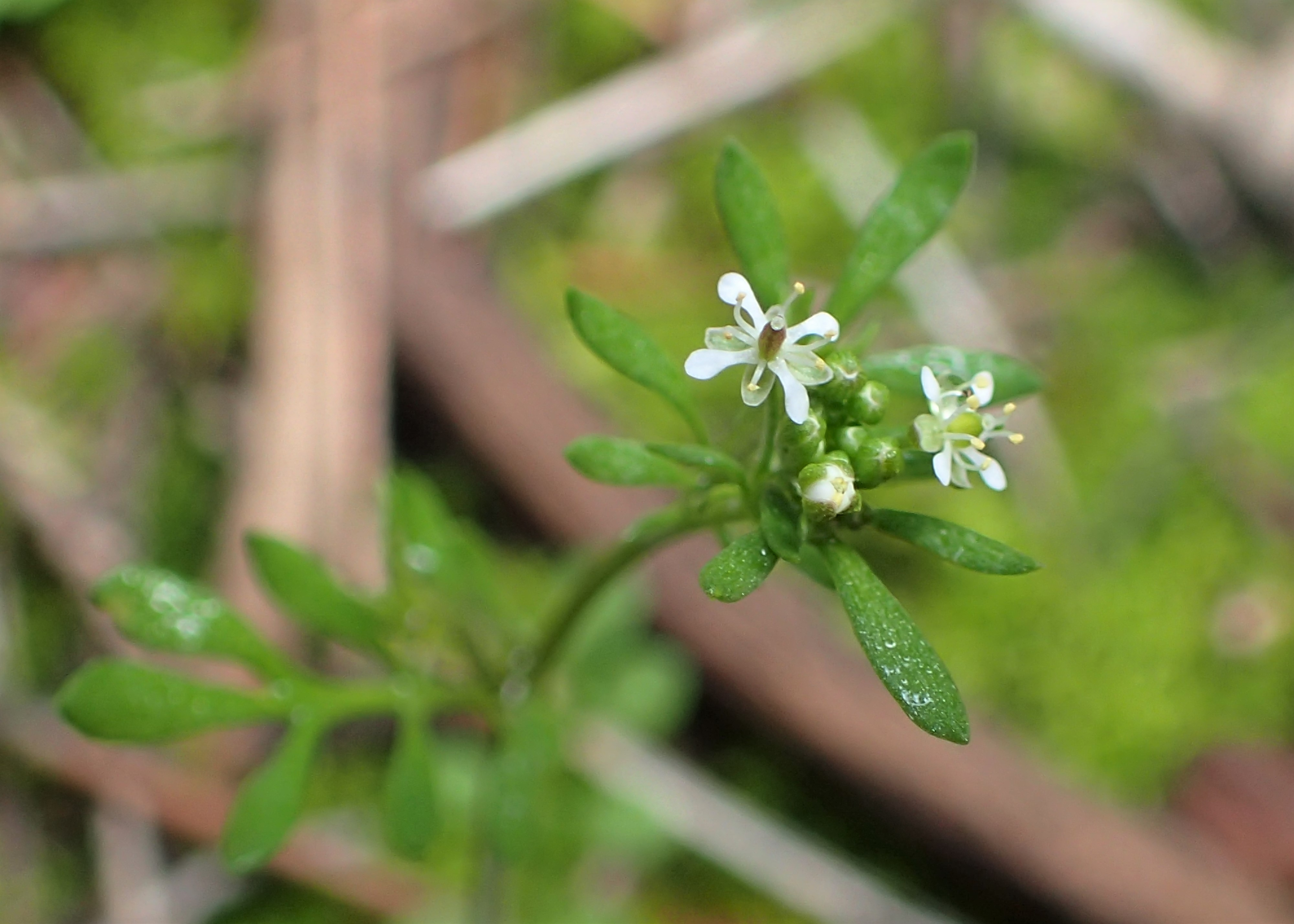
Bloeiwijze
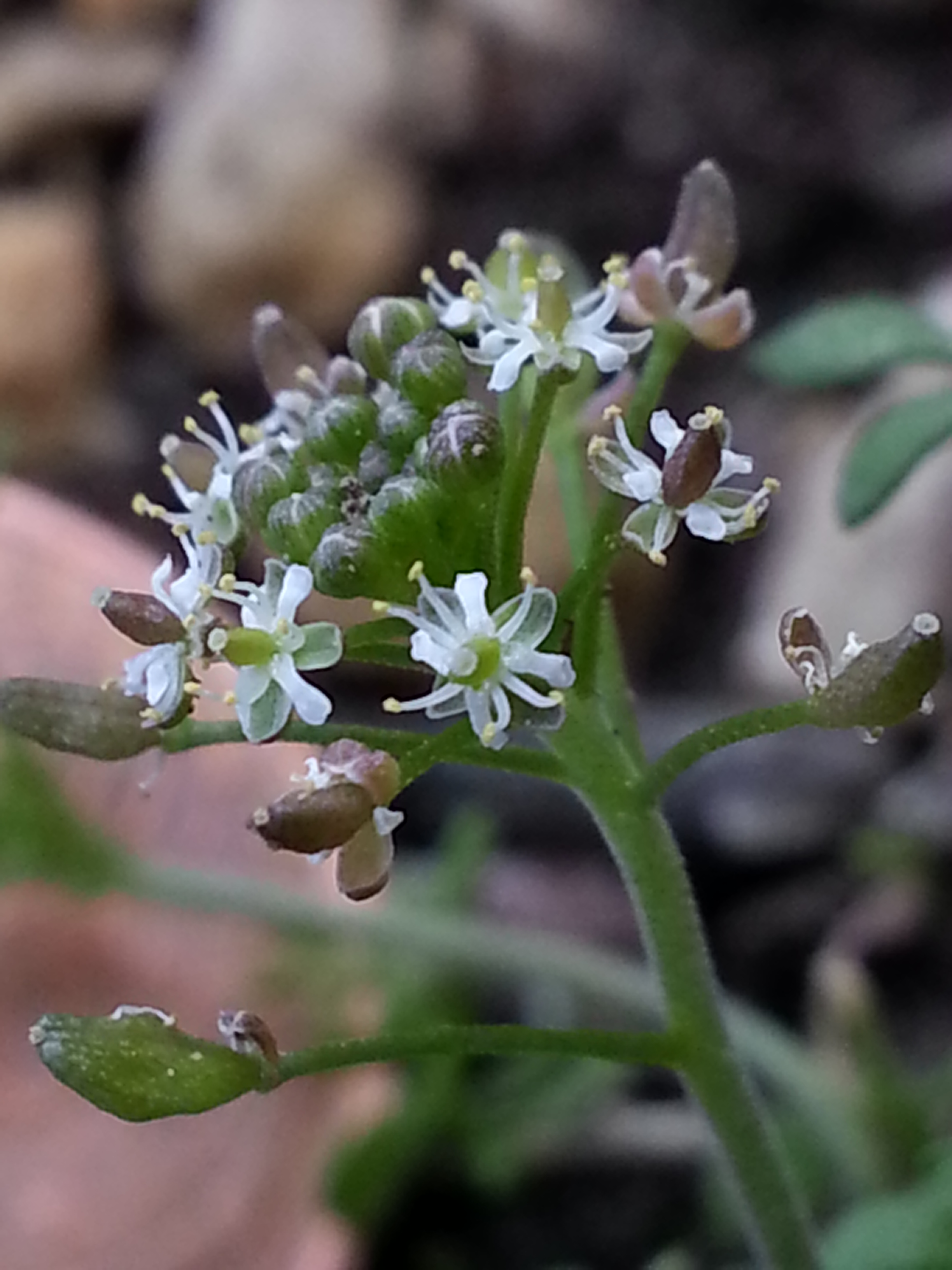
Bloem
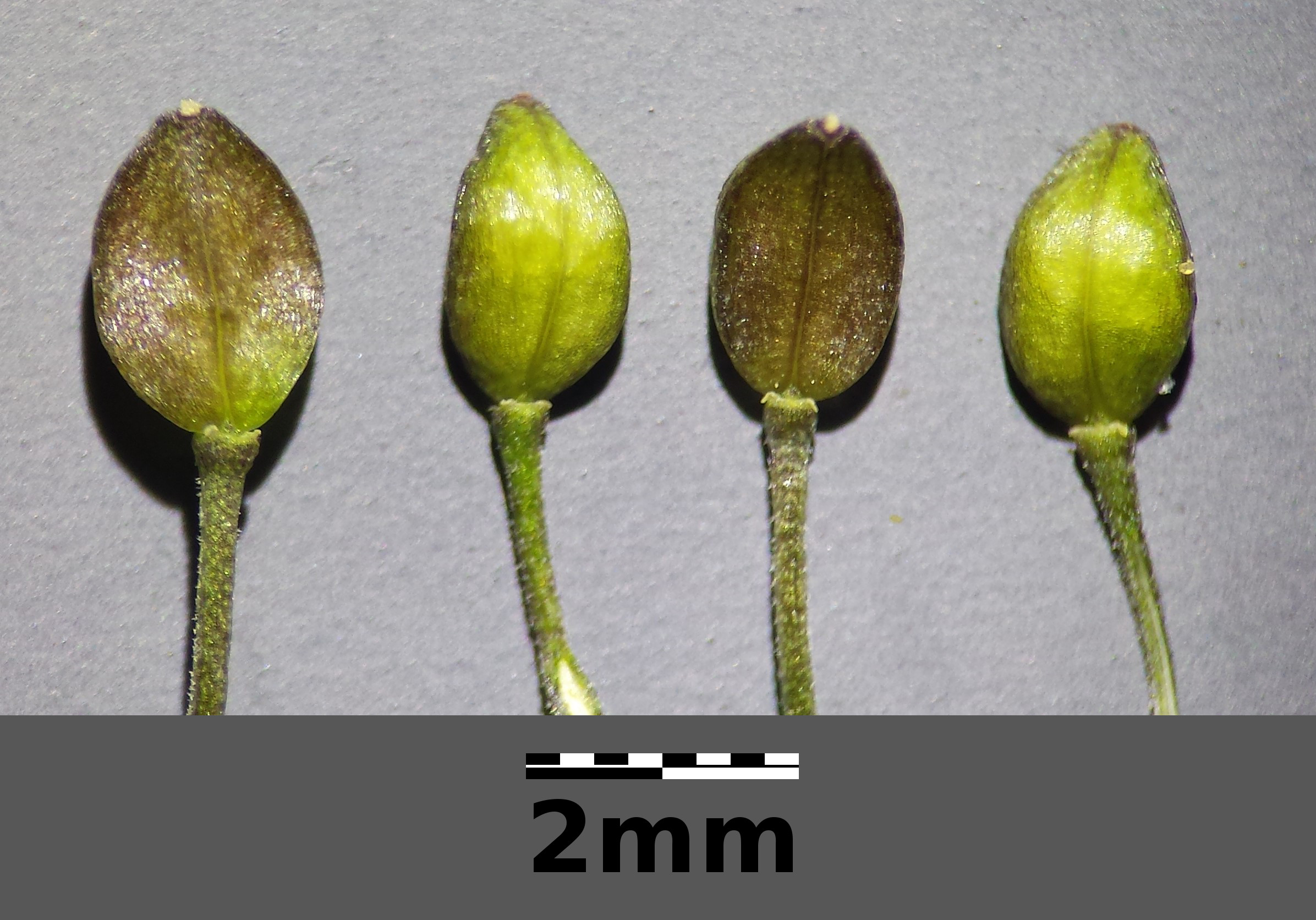
Hauwtjes
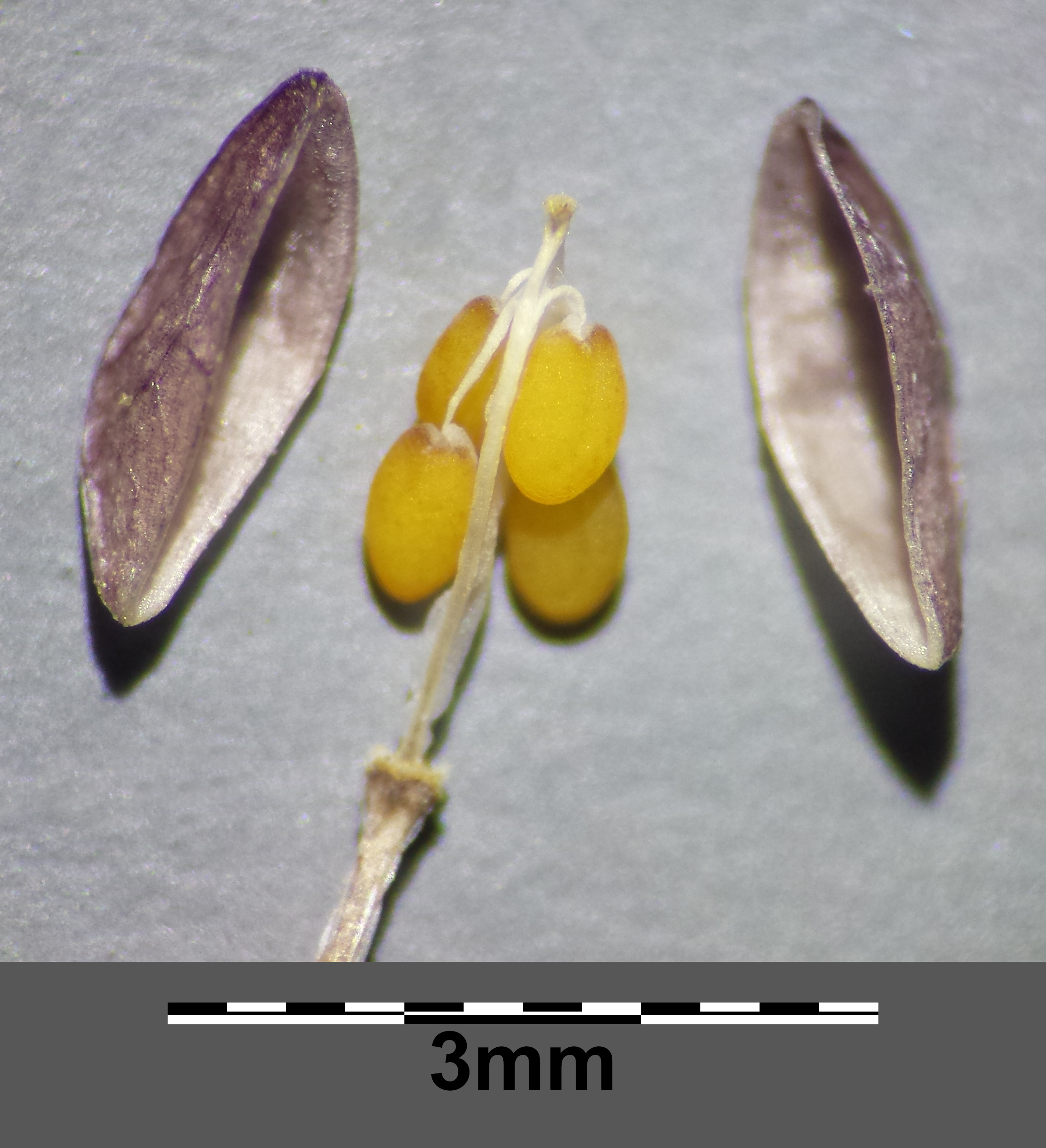
Hauwtje met zaden

De dwergkers komt voor kalkrijke zandige of steenachtige grond op rotsen en grasland..